# Bootanelleus orientalis
Bootanelleus orientalis är en stekelart som först beskrevs av Mathur och Hussey 1956.  Bootanelleus orientalis ingår i släktet Bootanelleus och familjen gallglanssteklar. Inga underarter finns listade.